# バルバラ・ダウストリア
バルバラ・ダウストリア（イタリア語：Barbara d'Austria、ドイツ語：Barbara von Österreich, 1539年4月30日 - 1572年9月19日）は、フェラーラ公アルフォンソ2世・デステの二度目の妃。

## 生涯
神聖ローマ皇帝フェルディナント1世と皇后アンナ・ヤギエロの第8子として、ウィーンで生まれた。姉マグダレーネ、マルガレーテ、ヘレーネ、妹ジョヴァンナとともに、1547年以降インスブルックの宮殿で育てられ、信仰篤い人物となった。
バルバラの容貌は良いとはいえなかったが、縁談が途切れることはなかった。1565年、アルフォンソ2世と結婚。夫婦仲は良かったが子供はできなかった。トルクァート・タッソは、フェラーラ宮廷でバルバラに数作のソネットを捧げている。1570年と1571年の地震後、親を失った少女たちのために私費を投じて支援を行った。バルバラは定期的にイエズス会と接触し、またプロテスタントに同情的だった義母レナータとも非常に密接であった。
1566年以降病がちとなり、1572年に肺結核のため死去した。夫は1579年、バルバラの姪マルゲリータ・ゴンザーガを3番目の妻に迎えた。